# Grégory Arnolin
Grégory Arnolin, né le 10 novembre 1980 à Livry-Gargan, est un footballeur français. Il évolue au poste de défenseur central avec l'Atlético CP.

## Biographie
Après un cours passage par Villemomble Sports, il arrive au FC Pedras Rubras (Portugal) en 2002 puis au Gil Vicente FC deux ans plus tard. Lors de l'été 2006, il est transféré au CS Maritimo où il effectue deux saisons.
Le défenseur français s'engage à l'été 2008 pour un autre club portugais, le Vitoria Guimarães. En juin 2009, il signe pour 3 ans dans le club espagnol du Real Sporting de Gijon.
En juillet 2013, il rejoint la sélection de Martinique pour disputer la Gold Cup aux États-Unis.
Le 26 juillet 2013, Arnolin est libéré de sa dernière année de contrat avec Gijon et s'engage avec Paços de Ferreira en Liga Zon Sagres. Jouant peu depuis fin octobre, il résilie son contrat le 14 janvier 2014.
En 2014, il rejoint l'Indian Super League et est repêché au 6e tour de l'ISL Inaugural International Draft par le FC Goa.

## Carrière
- 1997-2001 : Paris SG  France
- 2001-2002 : Villemomble Sports  France
- 2002-2004 : FC Pedras Rubras  Portugal
- 2004-2006 : Gil Vicente FC  Portugal
- 2006-2008 : CS Marítimo  Portugal
- 2008-2009 : Vitoria Guimarães  Portugal
- 2009-2013 : Real Sporting de Gijon  Espagne
- 2013-2014 : FC Paços de Ferreira  Portugal[3]